# Trimipramină
Trimipramina este un medicament antidepresiv din clasa antidepresivelor triciclice și este utilizat în tratamentul depresiei majore. Căile de administrare disponibile sunt orală, intravenoasă și intramusculară. Este un derivat de dibenzazepină.